# Turné 2003
Turné 2003 bylo koncertní turné české rockové skupiny Kabát. Jednalo se o halové turné. Na turné skupina zahrála ze svého nového alba Dole v dole pouze čtyři skladby. Turné bylo velmi úspěšné ve Zlíně; koncerty se musely odehrát dva. Z pražského koncertu v tehdejší T-Mobile Areně byl vytvořen filmový záznam který o rok později vyšel na 2DVD kolekci s názvem Kabát 2003–2004.

## Setlist
1. Dole v dole
2. V pekle sudy válej
3. Obě ruce levý
4. Balada o špinavejch fuseklích
5. Wonder
6. Pohromy
7. Go satane go
8. Opilci v dějinách
9. Porcelánový prasata
10. Bára
11. Všechno bude jako dřív
12. Starej bar
13. Žízeň

## Turné v datech
| Datum              | Město            | Stát      | Místo                   |
| ------------------ | ---------------- | --------- | ----------------------- |
| 7. října 2003      | Košice           | Slovensko | Neznámé místo koncertu  |
| 9. října 2003      | Žilina           | Slovensko | Néznamé místo koncertu  |
| 11. října 2003     | Zvolen           | Slovensko | Neznámé místo koncertu  |
| 14. října 2003     | Olomouc          | Česko     | Neznámé místo koncertu  |
| 17. října 2003     | Zlín             | Česko     | Sportovní hala Euronics |
| 18. října 2003     | Zlín             | Česko     | Sportovní hala Euronics |
| 20. října 2003     | Ostrava          | Česko     | Ostravar Aréna          |
| 22. října 2003     | Brno             | Česko     | DRFG Aréna              |
| 27. října 2003     | Teplice          | Česko     | Zimní stadion           |
| 30. října 2003     | Liberec          | Česko     | Neznámé místo koncertu  |
| 1. listopadu 2003  | Pardubice        | Česko     | ČSOB Pojišťovna ARENA   |
| 4. listopadu 2003  | České Budějovice | Česko     | Neznámé místo koncertu  |
| 6. listopadu 2003  | Plzeň            | Česko     | Home Monitoring Aréna   |
| 8. listopadu 2003  | Jihlava          | Česko     | Horácký zimní stadion   |
| 10. listopadu 2003 | Hradec Králové   | Česko     | Zimní stadion           |
| 12. listopadu 2003 | Praha            | Česko     | T-Mobile Arena          |

## Sestava
Kabát
- Josef Vojtek – zpěv
- Milan Špalek – baskytara, doprovodný zpěv, zpěv
- Ota Váňa – kytara, doprovodný zpěv
- Tomáš Krulich – kytara, doprovodný zpěv
- Radek „Hurvajs“ Hurčík – bicí, doprovodný zpěv